# Эйфелева башня (Харьков)

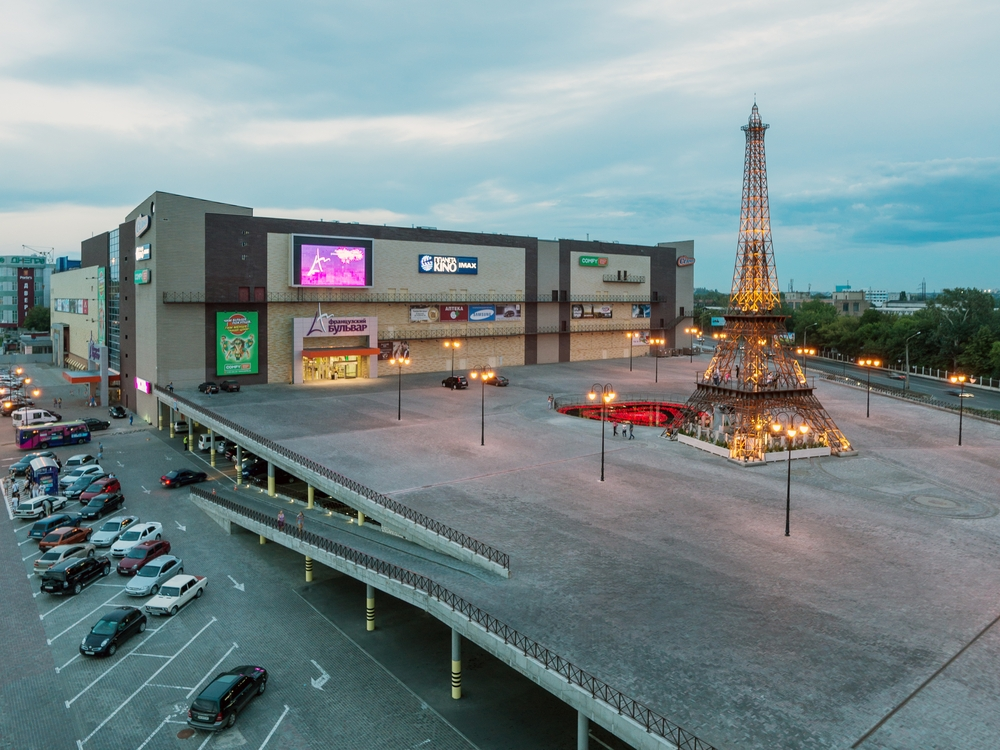
ТРЦ «Французский бульвар» и «Эйфелева башня» возле него

Э́йфелева ба́шня (укр. Ейфелева вежа) — расположенная в Харькове уменьшенная примерно в 10 раз реплика Эйфелевой башни. Открыта в 2012 году, входит в комплекс строений торгово-развлекательного центра «Французский бульвар» на пересечении улицы Академика Павлова и Салтовского шоссе.

## История
Торжественное открытие башни состоялось 14 февраля 2012 года. На её строительство ушло около двух месяцев.

## Архитектурные особенности
На строительство уменьшенной копии Эйфелевой башни потратили 35 тонн металла. Высота конструкции составляет 35 метров, таким образом, харьковская башня ниже оригинала почти в десять раз: настоящая башня Эйфеля в первоначальном виде имела высоту 300 метров над уровнем земли, однако в 2010 году с новой антенной её высота составила 324 метра.
Харьковская «Башня Эйфеля» сооружена из десяти металлических каркасов и разделена на четыре яруса. Первый этаж представляет собой пирамиду из четырёх колонн, соединенных арочным сводом. На втором этаже находится смотровая площадка. Третий и четвёртый ярусы образуют шпиль сооружения.